# 洪達 (亞利桑那州)
洪達（英語：Hondah）是位於美國亞利桑那州納瓦霍縣的一個人口普查指定地區。根據2010年美國人口普查，該地人口為812人，而該地的面積約為31.80平方千米。

## 地理
洪達的座標為34°05′10″N 109°54′54″W / 34.08611°N 109.91500°W，而該地最高點為海拔高度33米（即108英尺）。